# Admiradora secreta
Admiradora secreta (título original: Secret Admirer) es una película de 1985 del género de comedia romántica adolescente escrita y dirigida por David Greenwalt en su debut de dirección de un largometraje, y protagonizada por C. Thomas Howell, Lori Loughlin, Kelly Preston y Fred Ward. La banda sonora original fue compuesta por Jan Hammer. La película fue producida cuando el cine de comedia de sexo de adolescentes estaba en su momento, a mediados de los años 1980.

## Argumento
Michael Ryan es un estudiante de instituto que recibe una carta de amor anónima. Michael está obsesionado con Deborah Ann Fimple, la más guapa de la clase, y su mejor amigo, Roger, le convence de que la carta es suya. Aun así, es totalmente obvio que su también mejor amiga, Toni Williams, está enamorada de él, de lo cual no se da cuenta. Michael escribe a Deborah Ann una carta de amor anónima y le pide a Toni que se la entregue, quien decide complacerle con desgana. Pero no antes de que el hermano pequeño de Michael coja un borrador de la carta al tiempo que le roba dinero a su hermano. Mientras desayuna, el chico deja la carta en el libro de un curso que su padre realiza, cuando se va, Connie Ryan (su madre) ve la carta, la lee y se desmorona. Vuelve a guardarla en el libro y su marido, George Ryan, se va a su clase y ahí también lee la carta creyendo que Elizabeth Fimple, su profesora nocturna y la madre de Deborah Ann se la había escrito (porque le pidió el libro un momento). Cuándo George le pregunta sobre ello, según una respuesta que él malinterpreta, supone que ella quiere tener una aventura con él a pesar del hecho de que su mujer y ella son amigas. Una vez que Michael le da la carta a Toni en un bar al que suelen quedar, ella se da cuenta de que la carta es horrorosa y no es nada romántica (Michael había redactado la carta copiando frases de postales de amor), así que la reescribe. Cuando se la da a Debbie, ella queda impresionada y quiere saber quién la escribió, como vino su novio universitario escondió la carta en el bolso de su madre. Entonces, Lou Fimple, su padre, que es un celoso agente de policía, cuando coge dinero del bolso de su mujer toma la carta, la lee y cree que su mujer le es infiel. 
Al no recibir ninguna respuesta de Debbie, Michael escribe una segunda carta, la cual Toni vuelve a reescribir de mala gana. Finalmente, Toni arregla entre ambos una cita a ciegas, en la cual Debbie descubre que fue Michael y se van a comer a una hamburguesería. Mientras tanto, cuando Lou espía a su mujer y lo ve yéndose con George, quien al terminar la clase terminó besándola y le pidió salir. Entonces, Lou va a ver a Connie y le propone descubrir a los adúlteros en plena acción. Tanto George y Elizabeth como Debbie y Michael se van a un mirador para disfrutar el momento. Michael y Debbie casi son descubiertos por el novio de ésta, cosa que no ocurre ya que Toni interviene.
Michael experimenta una serie de locas aventuras con sus amigos durante el verano. Debbie le pide a Toni que les deje celebrar el cumpleaños de Michael en su casa mientras sus padres están fuera, pero desconoce la sorpresa que le quiere dar a Michael. Después de una segunda cita, Michael se da cuenta de que Debbie es una snob superficial, y que no es tal y como él pensaba, de hecho tanto que echa de menos a su mejor amiga, Toni. En la fiesta de cumpleaños, Toni descubre por Roger que Debbie pretendía acostarse con él como regalo especial, cosa que no sale bien y por lo que deciden romper. Entretanto, Lou y Connie no pueden controlarse en una partida de bridge: Lou asalta a George, y comienzan una pelea entre los dos matrimonios. Cuando Lou le echa en cara a su mujer la carta, Debbie interviene y se enfada con su padre por leer su correo privado. Ella corre a su habitación y grita, mientras el matrimonio comprende los errores cometidos por culpa de la carta. Michael también se enfrenta a sus padres por leer su carta e invadir su intimidad.
Cuando el semestre está a punto de comenzar, Michael (tras comprobar que la letra de las cartas es la misma) se da cuenta de que Toni escribió la carta de amor original. Corre a su casa le dicen que se ha ido a estudiar al extranjero en un programa a bordo un barco que le mantendrá fuera durante un año entero. Michael se apresura al astillero después de una breve trifulca con Steve y de tomar prestado su coche deportivo, gritando su amor por Toni. Después de decirle que la quiere se tira al agua y se dirige al barco nadando. Toni también se lanza al agua. Al alcanzarse se abrazan y se besan apasionadamente en el mar.

## Reparto
| Actor              | Personaje          |
| ------------------ | ------------------ |
| C. Thomas Howell   | Michael Ryan       |
| Lori Loughlin      | Toni Williams      |
| Kelly Preston      | Deborah Ann Fimple |
| Cliff DeYoung      | George Ryan        |
| Fred Ward          | Lou Fimple         |
| Leigh Taylor-Young | Elizabeth Fimple   |
| Dee Wallace Stone  | Connie Ryan        |
| Casey Siemaszko    | Roger Despard      |
| Scott McGinnis     | Steve Powers       |
| Corey Haim         | Jeff Ryan          |
| Courtney Gains     | Doug               |
| Janet Carroll      | Madre de Toni      |

## Plagio controversial deVasos de Papel
En 2016, la película independiente puertorriqueña Vasos de Papel fue objeto de críticas después de que se descubrió que la película, producida y dirigida por Eduardo "Tranfor" Ortiz, era una copia exacta de Admiradora Secreta, pero filmada en español con actores locales de Puerto Rico y las ubicaciones. La película estaba en cartelera menos de una semana cuando los reportes de similitudes entre las dos películas se levantaron. Poco después de que la película fue rápida y ampliamente criticada por posible plagio, Ortiz, quien previamente se había auto-atribuido la escritura de la película, expresó que había "ciertas similitudes entre una película y otra y no de plagio. Todo es una cuestión de interpretación". Esto luego condujo a la decisión del director de remover la película de la cartelera, al tiempo que negaba cualquier amenaza de demanda de los escritores originales de Admiradora Secreta.